# Mandy Goh Li
Mandy Goh Li (* 15. Dezember 2000) ist eine malaysische Hürdenläuferin, die sich auf die 400-Meter-Distanz spezialisiert hat.

## Sportliche Laufbahn
Erste internationale Erfahrungen sammelte Mandy Goh Li im Jahr 2023, als sie bei den Südostasienspielen in Phnom Penh in 60,70 s den vierten Platz über 400 m Hürden sowie in 3:39,89 min auch mit der malaysischen 4-mal-400-Meter-Staffel belegte. Im August schied sie bei den World University Games in Chengdu mit 62,66 s im Vorlauf über die Hürden aus und belegte mit der Staffel in 3:46,33 min den sechsten Platz. 2025 schied sie bei den World University Games in Bochum mit 63,12 s in der Vorrunde über 400 m Hürden aus und gelangte im Staffelbewerb mit 3:54,88 min auf Rang sieben.
In den Jahren 2019 und 2024 wurde Goh Li malaysische Meisterin im 400-Meter-Hürdenlauf.

## Persönliche Bestleistungen
- 400 m Hürden: 60,70 s, 11. Mai 2023 in Phnom Penh